# Криге, Эйс
Эйс Криге (африк. Mattheus Uys Krige, 4 февраля 1910, Бонтебосклоф, Капская колония — 10 августа 1987, Херманус, Западно-Капская провинция) — южноафриканский писатель, журналист, переводчик.

## Биография
Африканер по происхождению. Окончил университет в Стелленбосе. В 1931—1935 жил во Франции и Испании. Вернувшись на родину, работал репортёром в йоханнесбургской газете The Rand Daily Mail. В 1936—1939 участвовал в гражданской войне в Испании, сражался на стороне республиканцев. Во время мировой войны работал военным корреспондентом при штабе южно-африканских войск (1940—1941 и в 1945), в Северной Африке в 1941 попал в плен, два года провёл в лагере для военнопленных в Италии. В 1943 бежал, в 1946 вернулся на родину.

## Творчество
Писал на африкаанс и английском языках. Переводил на африкаанс Шекспира, с испанского — Лопе де Вегу, Лорку, Неруду, с французского — Вийона, Мольера, Бодлера, Элюара. Опыт гражданской войны в Испании нашёл отображение в таких его произведениях, как «Песня фашистских бомбардировщиков» (1937), поэтический сборник «Красный день» (1940), книга очерков «Солнце и тень» (1948) и пьеса «Святой источник» (1949), опыт Второй мировой — в сборниках стихов «Военные стихи» (1942), «Конец пути и другие стихи о войне» (1947), в книгах рассказов «В дальних странах» (1951), «Мечта и пустыня» (1953), пьесах «Все дороги ведут в Рим» (1949) и «Снайпер» (1951). В сборнике «Баллада о великом желании и другие стихи» (1960) высказана оппозиция Криге режиму апртеиду.

## Произведения

### Стихи
- Обмен/ Kentering, 1935
- Красный день/ Rooidag, 1940
- Стихи времен войны/ Oorlogsgedigte, 1942
- Бесприютное сердце/ Hart sonder hawe, 1949
- Баллада о великом желании/ Ballade van die groot begeer, 1960
- Вчера вечером/ Vooraand, 1964

### Романы
- Пальмовая роща/ Die palmboom, 1940
- Сон и пустыня/ The dream and the desert, 1953 (на англ. яз.)

### Путевые заметки и военные корреспонденции
- Выход/ The way out, 1946 (на англ. яз.)
- Sol y sombra, 1948
- Далеко от этого мира/ Ver in die wêreld, 1951
- Соль земли/ Sout van die aarde, 1961

### Драмы
- Magdalena Retief, 1938
- Белая стена/ Die wit muur, 1940 (одноактная пьеса)
- Все дороги ведут в Рим/ Alle paaie gaan na Rome , 1949 (одноактная пьеса)
- Золотой круг/ Die goue kring, 1956
- Вольный стрелок/ Die sluipskutter, 1951 (англ. перевод автора — 1962)

## Признание
Почётный доктор университетов Родса и Стелленбоса, лауреат ряда премий за поэзию, драматургию и переводы.

## Публикации на русском языке
- Баллада о великом мужестве / Пер. Евг. Витковского. — М., 1977.
- [lib.ru/POEZIQ/KRIGE/krige.txt Книга Бесприютное сердце в переводе Евг. Витковского]